# Molmassa
Molmassa är en storhet som betecknar massan av ett grundämne eller kemisk förening delad på dess substansmängd. Ett ämnes molmassa är vikten av ett mol av ämnet. Vanliga enheter för storheten är g/mol och kg/mol. Molmassan kan beräknas enligt formeln 
{\displaystyle M={\frac {m}{n}}}, där {\textstyle M} anger molmassan (g/mol), {\textstyle m} anger massan (g) och {\textstyle n} anger substansmängden (mol).
Molmassa är relaterad till storheten atommassenhet [u] genom den molära masskonstanten Mu, definierad som Mu = NA·u, där NA är Avogadros konstant. Mu hade definitionsmässigt värdet 1 gram/mol, beroende på den dåvarande definitionen av NA.
I samband med den omdefiniering av flera enheter, framförallt kilogram, ampere och kelvin, som 2019 gjordes av Internationella byrån för mått och vikt (Bureau International des Poids et Mesures, BIPM), valde man också att fastlägga ett exakt värde på Avogadros konstant, {\displaystyle N_{A}=6{,}022\,140\,76\times 10^{23}\ {\mbox{mol}}^{-1}}, och definiera mol utifrån detta fastlagda värde.
Eftersom mol nu definieras enbart utifrån Avogadros konstant, medan u behåller sin tidigare definition bunden till 12C kommer sambandet 1 gram/mol = NA·u. inte längre att gälla exakt. Avvikelsen från 1 gram/mol blir dock så liten att den i de flesta tillämpningar saknar betydelse. Gällande värde (2022) för Mu är 1,000 000 001 05(31) x 10-3 kg mol-1. (här uttryckt i SI-enheten kg/mol istället för gram/mol).   
Begreppet molmassa har en rad olika tillämpningar inom kemin.